# Ngô Đình Nhu
Ngô Đình Nhu (7 tháng 10 năm 1910 – 2 tháng 11 năm 1963) là một nhà lưu trữ và chính trị gia người Việt Nam. Ông nổi tiếng vì danh nghĩa là vị cố vấn chính trị quan trọng cho anh trai ông là Tổng thống Ngô Đình Diệm trong Chính phủ Việt Nam Cộng hòa ở miền Nam Việt Nam, tuy nhiên thì hầu hết các tài liệu lịch sử đều nhận định ông mới thực sự là người đề ra mọi chủ trương, chính sách của nền Đệ Nhất Cộng hòa Việt Nam. Ông là Tổng bí thư Đảng Cần lao Nhân vị, cũng là người đề xướng Thuyết Nhân vị của Đảng này.
Trước khi tham gia chính trường, ông được đánh giá là một nhà lưu trữ có chuyên môn tốt và từng làm việc ở Sở Lưu trữ và Thư viện Đông Dương (từ năm 1938), ông giữ các vai trò là Chủ tọa Hội đồng Cứu nguy Châu bản và Cố vấn Kỹ thuật (1942-1944), Phó giám đốc Sở Lưu trữ và Thư viện Đông Dương (1945), và từng là Giám đốc Nha Lưu trữ Công văn và Thư viện toàn quốc ở Hà Nội (từ tháng 8 năm 1945).
Theo Cao Xuân Vỹ, một người rất thân cận với Ngô Đình Nhu, năm 1963, ông và Ngô Đình Diệm bắt đầu tìm cách đàm phán với bên Việt Nam Dân chủ Cộng hòa ở miền Bắc về hòa bình và tái thống nhất. Tháng 11 năm 1963, sau một loạt các vụ biểu tình bất bạo động để phản đối của Phật giáo gây ra những bất ổn nghiêm trọng, Ngô Đình Nhu đã bị bắn chết cùng người anh Ngô Đình Diệm trong một cuộc đảo chính do tướng lĩnh quân đội tổ chức được Hoa Kỳ ủng hộ.

## Tiểu sử

### Giai đoạn trước năm 1945
Ông sinh ngày 7 tháng 10 năm 1910 tại làng Phước Quả, tổng Cư Chánh, huyện Hương Thủy, phủ Thừa Thiên (nay thuộc phường Phước Vĩnh, thành phố Huế); quê quán ở làng Đại Phong, huyện Lệ Thủy, tỉnh Quảng Bình. Cha ông là Ngô Đình Khả, Thượng thư Bộ Lễ dưới triều vua Thành Thái của nhà Nguyễn.
Khác với hai người anh của mình là Ngô Đình Khôi và Ngô Đình Diệm, vốn xuất thân Nho học và ra làm quan cho nhà Nguyễn, Ngô Đình Nhu lại theo Tây học. Năm 1938, ông tốt nghiệp ngành lưu trữ tài liệu cổ (archiviste paléographe) của Trường pháp điển quốc gia (École nationale des chartres) ở Paris, Pháp.
Năm 1938, trở về Việt Nam với hai bằng Lưu trữ – Cổ tự và cử nhân khoa học, Ngô Đình Nhu được nhận vào làm việc tại Sở Lưu trữ và Thư viện Đông Dương (Hà Nội) với chức danh Quản thủ viên phó hạng ba. Ngay trong năm đầu làm việc Ngô Đình Nhu đã được Giáo đốc Sở Lưu trữ và Thư viện Đông Dương lúc bấy giời là Paul Boudet đánh giá là một "lưu trữ viên cổ tự trẻ đầy triển vọng" vì theo Paul Boudet, Ngô Đình Nhu đã "hội tụ được cùng một lúc văn hóa truyền thống không thể thiếu trong vai trò của một Quản thủ viên Lưu trữ Hoàng triều và một khả năng hoàn hảo về nghề nghiệp nhờ có học thức uyên bác và vững chắc cho tổ chức Lưu trữ và Thư viện An Nam và Lưu trữ của Hoàng triều".
Ngô Đình Nhu đã cộng tác với Paul Boudet cho ra đời các tập 2,3 và 4 của bộ sách Đông Dương pháp chế toàn tập và chịu trách nhiệm chính trong việc đưa tài liệu lưu trữ ra trưng bày, triển lãm. Chính sự đam mê nghề nghiệp của Ngô Đình Nhu đã khiến Paul Boudet chấp nhận kế hoạch sắp xếp lại tài liệu các vương triều phong kiến Việt Nam. Năm 1942, Ngô Đình Nhu được đề bạt làm người thành lập cơ quan Lưu trữ và thư viện Trung Kỳ ở Huế nhằm tổ chức lại tài liệu của nhà Nguyễn. Ngô Đình Nhu đã đề ra kế hoạch tôn tạo, bảo quản những tài liệu có giá trị quan trọng đối với công tác lưu trữ ở Việt Nam. Tháng 2-1942, Ngô Đình Nhu đề xuất kế hoạch cứu nguy tài liệu Châu bản đang được cất giữ ở Nội các, kế hoạch được Trần Văn Lý – Tổng lý Ngự tiền Văn phòng triều đình Huế trình tấu lên vua Bảo Đại và được phê chuẩn. Sau đó, Ngô Đình Nhu được vua Bảo Đại phê chuẩn làm Chủ tịch Hội đồng cứu nguy Châu bản. Trong 3 năm (1942-1944), với vai trò Chủ tịch hội đồng và cố vấn kỹ thuật, Ngô Đình Nhu đã tham gia vào việc tập trung gìn giữ tài liệu của 5 nguồn Quốc sử quán, Tàng thư lâu, Nội các, Viện Cơ mật và Thư viện Bảo Đại vào cơ quan Lưu trữ và Thư viện của Nam triều. Riêng đối với số Châu bản ở Nội các, dưới sự chỉ đạo của Ngô Đình Nhu, đã được thống kê, lưu trữ trên kệ và sắp đặt có số thứ tự, đồng thời đã làm ra được ba bản thống kê bằng chữ Hán và chữ Quốc ngữ. Cho đến nay, số tài liệu trên vẫn được bảo quản trong kho lưu trữ.
Cũng trong thời gian từ 1942-1944, với chức danh Quản thủ viên Lưu trữ và thư viện Trung Kỳ, Ngô Đình Nhu đã thực hiện tốt các nhiệm vụ: Thống kê tất cả tài liệu của các kho khác nhau; tổ chức và sắp xếp hợp lý; và tổ chức bảo quản trong một kho duy nhất trong điều kiện bảo quản tốt. Ông đã tổ chức việc lưu giữ Mộc bản triều Nguyễn. Số mộc bản này hiện đang bảo quản tại Trung tâm Lưu trữ Quốc gia IV - Đà Lạt, Lâm Đồng (xưa và nay vẫn là Biệt điện Trần Lệ Xuân - Khu Di tích của TP. Đà Lạt).
Có thể nói, trong thời gian làm công tác lưu trữ văn thư (1938-1944), Ngô Đình Nhu đã có những đóng góp đối với hoạt động lưu trữ ở Việt Nam, một hoạt động vẫn còn mới mẻ ở thời bấy giờ. Ngô Đình Nhu tỏ ra là một con người có khả năng và chăm chú vào việc chuyên môn một cách "thuần túy", không màng tới chính trị. Với năng lực và sự đam mê nghề nghiệp, cùng sự hậu thuẫn từ gia đình có quan hệ mật thiết với chế độ thực dân Pháp và triều đình nhà Nguyễn, con đường công danh của Ngô Đình Nhu liên tục phát triển mạnh. Chỉ trong 6 năm, ông ta được thăng hạng từ Cố vấn quản thủ hạng Ba lên Cố vấn quản thủ hạng Nhất. Từ cố vấn quản thủ trở thành Quản thủ Sở Lưu trữ và Thư viện của Tòa Khâm sứ Trung kỳ ở Huế năm 1943, một tốc độ thăng tiến rất nhanh.
| “ | Người thứ hai trong đoàn đại-biểu học-sanh nầy là ông Ngô-đình Nhu, nhỏ hơn cả hai ông kia năm nay mới hai mươi nhăm tuổi. Nguyên-quán ở Quảng-bình, ông Ngô vốn là con một nhà cự-tộc, đã mấy đời liên tiếp, gây nên một cái danh-vọng lớn-lao bủa cùng triều-giã xứ Trung-kỳ, thân-sinh của ông tức là cụ Ngô-đình-Khả là một vị đại thần rất có thanh-danh ở đời vua Thành-thái. Nối chí tướng-công, có hai anh lớn của ông, anh cả là Ngô-đình-Khôi vốn rể của Quận-công Nguyễn-hữu-Bài, hiện đương làm Tổng-đốc Nam-ngãi; anh thứ là Ngô-đình-Diệm, trước làm Tuần-vũ tỉnh Bình-thuận, rất được tiếng mẫn-cán thanh-liêm, nên nhân dịp vua Bảo-đại thân-chánh cải-cách Nam-triều, ngài đã triệu về sung chức Thượng-thơ Lại-bộ, nhưng không bao lâu vì có việc bất như ý đã xin từ chức về nhà, làm một thầy giáo ở trường Giòng để mưu sống. Kế hai anh Tổng-đốc, Thượng-thơ, người anh thứ ba là Ngô-đình-Thục và ông không muốn nối gót vào hoạn-trường, nên cùng xuất-dương du-học. Nếu chúng tôi nhớ không lầm thì ông Thục, lưu-học ở Ý-đô là La-mã, vì nhà ông theo đạo Thiên-chúa, ông chuyên về lối học Nhà-giòng cả chữ La-tinh, chữ Hy-lạp đều giỏi lắm, năm trên đã về nước, dạy ở một giáo-hiệu tại Thần-kinh. | ” |
| — Ông Ngô-đình Nhu Học-sanh trường Bác-cổ des Chartres, «Nhân-tài Việt-nam» mục, Khuyến-Học báo, 1925 | |   |

### Giai đoạn 1945-1954

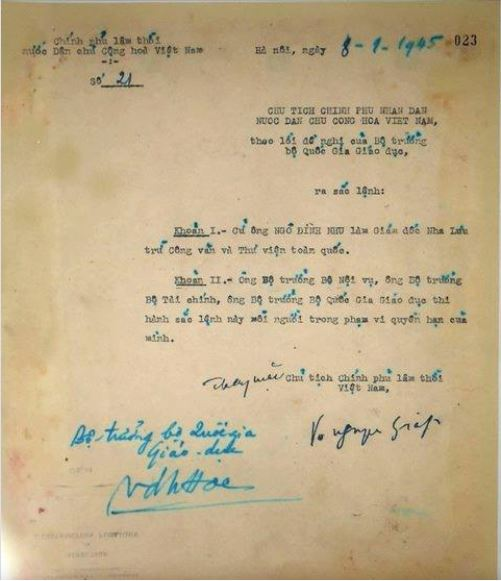
Sắc lệnh 21 (8/9/1945) do Võ Nguyên Giáp ký, cử Ngô Đình Nhu làm Giám đốc Nha Lưu trữ công văn và Thư viện toàn quốc.

Sau Cách mạng tháng Tám, Ngô Đình Nhu được Chính phủ Việt Nam Dân chủ Cộng hòa cử làm Giám đốc Nha Lưu trữ công văn và Thư viện toàn quốc tại Hà Nội (Sắc lệnh số 21, ký ngày 8 tháng 9 năm 1945 của Chính phủ Lâm thời nước Việt Nam Dân chủ Cộng hòa do Bộ trưởng Bộ Nội vụ Võ Nguyên Giáp ký). Nhưng sau đó quan hệ giữa Việt Minh và các đảng phái khác xấu đi, người anh của ông là Ngô Đình Khôi bị Việt Minh xử bắn vì bị nghi ngờ có ý định bắt liên lạc với đại diện của tướng De Gaulle nhằm tái lập chính quyền thuộc địa ở miền Trung Việt Nam (trước đó, du kích Việt Minh bắt được một toán biệt kích Pháp, thu được tài liệu mật là chỉ thị của tướng De Gaulle cho thấy nhóm biệt kích Pháp này định liên lạc với Ngô Đình Khôi nhằm chiếm lĩnh các công sở và tái lập chính quyền thuộc địa Pháp ở miền Trung Việt Nam). Người anh khác là Ngô Đình Diệm bị bắt giam, sau đó được thả và được Việt Minh mời tham gia chính phủ Việt Nam Dân chủ Cộng hòa, nhưng Ngô Đình Diệm từ chối.
Năm 1946, Ngô Đình Nhu cùng với Hoàng Bá Vinh trong nhóm Công giáo mà Nhu đang tập hợp, chạy về Phát Diệm – khu an toàn của Công giáo thời đó. Ẩn náu ở Phát Diệm ít ngày, Ngô Đình Nhu chạy vào Thanh Hóa, nhờ linh mục xứ đạo ở đây che giấu, giới thiệu kết bạn với Trần Kim Tuyến. Tại đây, Ngô Đình Nhu tham gia vào các tổ chức chính trị Công giáo, được Pháp hậu thuẫn chống lại chính phủ kháng chiến của Việt Minh.
Năm 1950, khi Ngô Đình Diệm sang Mỹ vận động chính trị, Ngô Đình Nhu cùng Bửu Dưỡng, Ngô Văn Thúy, Lý Văn Lập kết hợp thuyết Nhân Vị (Personalism) của Emmannuel Mouriers với triết lý của Thiên Chúa giáo hình thành chủ thuyết Duy linh Nhân vị, hay thuyết Nhân vị Á Đông nhằm hậu thuẫn cho anh trai. Trên nền tảng thuyết Nhân vị (Personnalism) của nhà trí thức Thiên Chúa giáo người Pháp, Emmanuel Mouniers, kết hợp với những bài thuyết giảng giáo lý của các giám mục Công giáo, Ngô Đình Nhu cùng các linh mục hòa trộn thêm một số tư tưởng từ giáo lý Thiên Chúa Giáo, thuyết nhân bản của Khổng Tử, vài nét của chủ nghĩa tự do cùng với chủ nghĩa Duy Linh để hình thành chủ thuyết vừa triết lý vừa chính trị gọi là chủ nghĩa Nhân Vị. Về căn bản chủ thuyết nhân vị đề cao cá nhân con người, lấy con người làm trung tâm. Nhân Vị là vị thế của con người, là trung tâm trong mối tương quan với đồng loại, thiên nhiên và Thượng đế. Cá nhân là trung tâm để phục vụ, có ý nghĩa hơn các thực thể khác như dân tộc, nhân loại, hay nhu cầu vật chất. Con người có phần xác và phần hồn, mà linh hồn là cốt lõi vì nó là "một loài linh thiêng, vô hình, bất tử và bất diệt". Về mặt triết học, học thuyết này triển khai có hệ thống những phạm trù tôn giáo của thuyết Duy Linh chịu ảnh hưởng lớn từ giáo lý Thiên Chúa giáo. Đến năm 1951, khi Nhu rời Đà Lạt xuống Sài Gòn khái niệm Cần Lao được thêm vào vế thứ hai của lý thuyết để có thể thu hút đông đảo quần chúng và công khai phổ biến trên tuần báo Xã hội. Tuy nhiên, chủ thuyết của Ngô Đình Nhu không có ảnh hưởng rộng rãi trong giới trí thức Việt Nam đương thời. Đây là một nỗ lực đáng kể nhằm xây dựng nền tảng tư tưởng cho hoạt động chính trị của ông và người anh trai Ngô Đình Diệm.
Năm 1953, nhằm tạo lực lượng cho Ngô Đình Diệm, Ngô Đình Nhu cùng Trần Văn Đỗ, Trần Chánh Thành, Nguyễn Tăng Nguyên, Trần Trung Dung xin phép Bửu Lộc – đang làm Thủ tướng Chính phủ Quốc gia Việt Nam lúc đó, cho ra đời một lực lượng thợ thuyền lấy tên là "Tổng Liên Đoàn Lao Công" dựa theo mô hình của lực lượng thợ thuyền Thiên Chúa giáo Pháp. Vào tháng 9/1953, Ngô Đình Nhu tiếp tục tổ chức hội nghị "Đại đoàn kết", đòi hỏi hòa bình cho Việt Nam gồm các đoàn thể chính trị và các giáo phái. Song song đó, Nhu bí mật cho ra đời đảng "Cần Lao Nhân Vị Cách mạng". Năm 1954, Ngô Đình Nhu càng đẩy mạnh chủ thuyết Nhân vị trong xã hội miền Nam, đồng thời đưa nó thành nền tảng tư tưởng của các tổ chức do ông ta sáng lập, nhằm hậu thuẫn chính trị cho anh trai. Chủ thuyết này và các lực lượng chính trị do Ngô Đình Nhu lập ra sau đó trở thành nền tảng tư tưởng và cơ sở chính trị của chính quyền Ngô Đình Diệm.

### Giai đoạn 1954-1963
Tháng 6-1954, trước khi Hiệp định Genève về chấm dứt chiến tranh, lập lại hòa bình ở Việt Nam được ký kết, Ngô Đình Diệm được Bảo Đại chỉ định về Sài Gòn làm Thủ tướng chính phủ Quốc gia Việt Nam do Bảo Đại làm Quốc trưởng.
Ngày 2 tháng 9 năm 1954, Đảng Cần lao Nhân vị chính thức thành lập với nòng cốt là các tổ chức, lực lượng chính trị Công giáo được thành lập từ sau cách mạng tháng Tám năm 1945, như: Liên đoàn Công giáo, Thanh niên Công giáo, Xã hội Công giáo,... Thành phần của đảng này chủ yếu là chức sắc và tín đồ Công giáo trong số dân di cư và công chức cùng sĩ quan trung cao cấp trong quân đội, với số lượng đảng viên lên tới 70 ngàn người. Ban Chấp hành Trung ương có các ủy viên: Trần Trung Dung, Nguyễn Tăng Nguyên, Lý Trung Dung, Hà Đức Minh, Trần Quốc Bửu, Võ Như Nguyện, Lê Văn Đông do Ngô Đình Nhu làm Tổng bí thư. Cương lĩnh và tuyên ngôn của Đảng Cần lao cho thấy rõ vai trò của nó cũng như của Ngô Đình Nhu đối với chính quyền Việt Nam cộng hòa. Dưới sự giúp đỡ của người Mỹ, Đảng Cần lao Nhân vị phát triển nhanh chóng, thâm nhập vào hàng ngũ quân đội, công chức, trí thức và cả giới kinh doanh và trở thành chính đảng lớn nhất thời bấy giờ.
Năm 1955, sau khi giải quyết xong những "rào cản" là các phe phái đối lập ở chính trường miền Nam, trợ thủ cho Ngô Đình Diệm thực hiện phế truất Bảo Đại, Ngô Đình Nhu chỉ đạo thành lập thêm tổ chức Phong trào Cách mạng Quốc gia do Trần Chánh Thành làm chủ tịch.
Hai tổ chức này dưới sự chỉ đạo của Ngô Đình Nhu, đã điều khiển tất cả các cơ quan, đoàn thể từ trung ương đến địa phương của trong bộ máy của chính quyền Ngô Đình Diệm ký đơn theo mẫu viết sẵn bôi nhọ Bảo Đại, và suy tôn Ngô Đình Diệm, với nội dung: "Lên án Bảo Đại là tên bán nước; Đồng thanh đòi truất phế Bảo Đại; Suy tôn và thề trung thành với Ngô Thủ tướng", đồng thời trực tiếp tham gia cuộc bỏ phiếu gian lận truất phế Bảo Đại.
Sau cuộc "đảo chính" Bảo Đại "thành công", Ngô Đình Nhu tiếp tục chỉ đạo hai tổ chức này tham gia cuộc bầu cử Quốc hội lập pháp khóa I. Kết quả sau cuộc bầu cử, hai tổ chức này chiếm hơn 90% số ghế đại biểu trong quốc hội. Vì vậy, ngày 20-10-1955, bản Hiến pháp – văn bản luật cao nhất, chính thức cho ra đời chế độ Việt Nam cộng hòa do Ngô Đình Diệm làm Tổng thống, được quốc hội thông qua mau chóng.
Bên cạnh một bộ phận hoạt động công khai, Ngô Đình Nhu đưa phần lớn đảng viên Đảng Cần lao tham gia hoạt động ngầm trong các tổ chức như: "Thanh niên Cộng hòa" do Ngô Đình Nhu làm thủ lĩnh; "Phong trào Phụ nữ Liên đới", "Thanh nữ Cộng hòa" do Trần Lệ Xuân lãnh đạo; "Sở Nghiên cứu chính trị – xã hội" do Trần Kim Tuyến, Tổng Thư ký Đảng Cần lao, đứng đầu; Lực lượng đặc biệt do Lê Quang Tung đứng đầu. Các tổ chức này tùy theo vị trí, không chỉ trực tiếp tham gia vào guồng máy chính quyền Việt Nam cộng hòa, mà còn có nhiệm vụ theo dõi, giám sát hoạt động của các tổ chức chính trị và xã hội khác.
Tạo dựng cơ sở pháp lý cho chế độ Việt Nam cộng hòa, Ngô Đình Nhu trực tiếp tham gia soạn thảo Hiến pháp – văn bản luật cao nhất của chế độ. Do đó, bản Hiến pháp này, chịu ảnh hưởng của tư tưởng Duy linh - Nhân vị, cùng với sự khẳng định quyền lực tối cao của Tổng thống. Ban soạn thảo đã đưa vào Hiến pháp những những quy định tập trung quyền hành vào Tổng thống.
Với chức vị chính thức là Dân biểu Quốc hội nhưng Ngô Đình Nhu chưa bao giờ bước chân đến tòa nhà lập pháp để tham dự sinh hoạt "nghị trường", cũng như làm trách nhiệm dân cử mà chỉ ngồi tại Dinh Độc Lập với vai trò cố vấn chính trị bên cạnh tổng thống. Danh xưng cố vấn chính trị của Ngô Đình Nhu chưa bao giờ là một chức vụ chính thức trong chính quyền như chức cố vấn được công khai hóa và qui chế hóa của Mỹ, Anh. Ngô Đình Nhu được gọi là "cố vấn", vì vai trò là người thân cận bên cạnh Tổng thống Ngô Đình Diệm và thường xuyên được ông này tham vấn. Với vai trò là "cố vấn chính trị" bên cạnh Tổng thống, Ngô Đình Nhu trở thành bộ não của chế độ, nơi khai sinh và điều khiển tất cả mọi sách lược của quốc gia. Với cái bề ngoài khôn khéo, tế nhị và kín đáo, ông tỏ ra phục tùng người anh Tổng thống, nhưng quyền hành thực sự lại nằm trong tay cố vấn chính trị Ngô Đình Nhu.
Với cơ sở đó, Ngô Đình Nhu thao túng bộ máy chế độ Việt Nam cộng hòa. Các hồi ký của các tướng lĩnh, nhân vật của chế độ Sài Gòn đã cho thấy, ở miền Nam Việt Nam không có điều gì mà Nhu không dám làm: rình rập cộng sự viên, bắt bớ một cách độc đoán những người tình nghi là đối lập, vu khống, xuyên tạc và thẳng tay thủ tiêu đối lập, lũng đoạn kinh tế.

#### Buôn bán ma túy và dung túng cho tội phạm

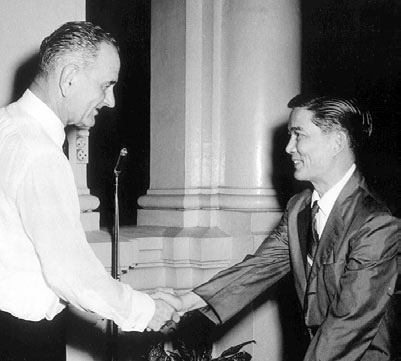
Ngô Đình Nhu và Lyndon B. Johnson tại dinh Gia Long, Sài Gòn, ngày 12 tháng 5 năm 1961

Cờ bạc ở Nam Việt Nam nói chung và ở Sài Gòn nói riêng, dưới chế độ Sài Gòn trở thành một vấn nạn lan tràn khắp nơi. Đại thế giới – Trung tâm cờ bạc của Sài Gòn có thời sánh ngang với các sòng bạc lớn của thế giới như Lasvegas, Monaco... Nhưng nó lại là một nguồn thu lớn của chính quyền và là nơi kiếm ăn béo bở cho những người có chức quyền, có thế lực. Từ năm 1950 trở đi, việc cai quản các sòng bạc ở Đại thế giới do Bảy Viễn (thân tín của Bảo Đại) nắm quyền. Nhưng cùng với việc Bảo Đại bị hạ bệ, Bảy Viễn cũng mất quyền kiểm soát đối với Đại thế giới. Ban đầu, để tỏ ra xóa bỏ các tàn tích, tệ nạn, Ngô Đình Diệm cho thực hiện một chiến dịch triệt bỏ cờ bạc, thuốc phiện... Ông ta ra lệnh đốt hết các dụng cụ hút xách, đóng cửa các sòng bạc ở Sài Gòn.
Tuy nhiên không bao lâu sau, Đại thế giới lại mở cửa trở lại. Không ai khác, người thay thế Bảy Viễn làm "bảo kê" cho các hoạt động ma túy, mại dâm, cờ bạc tại Sài Gòn chính là Ngô Đình Nhu. Động cơ của hành động này là Ngô Đình Nhu có một khoản tiền kha khá để duy trì hoạt động của các cơ quan tình báo và mật vụ dưới quyền.
Ngoài ra từ năm 1958, Ngô Đình Nhu bắt đầu tổ chức vận chuyển thuốc phiện từ Lào về Sài Gòn để tiêu thụ một phần tại đây, phần còn lại được vận chuyển sang Marseille, Pháp. Bonaventure Francisci (người thuộc băng đảng Marseille – một tập đoàn tội phạm quốc tế) và Ngô Đình Nhu đã hình thành một cơ chế làm ăn rất chặt chẽ. Francisci vận chuyển thuốc phiện đến Sài Gòn cho các ổ hút của Nhu bằng các máy bay của mình. Các máy bay này nằm dưới cái lốt là Hãng Hàng không Thương mại Lào. Dựa vào quyền lực của mình trong chính phủ Sài Gòn, Ngô Đình Nhu đảm bảo cho các máy bay chở đầy thuốc phiện này không bị ai kiểm tra phiền toái trong cuộc hành trình.
Trong năm 1961-1962, Ngô Đình Nhu còn huy động Đội vận tải số 1 của riêng mình đi vận chuyển thuốc phiện. Đội bay này của Ngô Đình Nhu vốn chuyên dùng cho việc hoạt động tình báo trên không. Ngoài việc tổ chức vận chuyển thuốc phiện về Sài Gòn cho các con nghiện hút, Nhu cũng khuyến khích việc biến Sài Gòn thành một điểm trung chuyển thuốc phiện từ Lào sang Marseille. Thuốc phiện từ Lào qua Sài Gòn sang Marseille sẽ được chế biến thành bạch phiến chất lượng cao để bán cho các trùm ma túy ở Mỹ.
Theo cuốn sách "Vụ ám sát Ngô Đình Diệm và J.F. Kennedy" của Bradley S. O'Leary & Edward Lee viết: "Cho nên, về căn bản, tập đoàn Marseille, Mafia Mỹ, và chính quyền Ngô Đình Diệm đã biến thành những đối tác làm ăn của nhau trong mạng lưới ma tuý toàn cầu. Có nghĩa là tiền tỉ – tiền tấn – chảy vào túi người nào có dính dáng, dĩ nhiên là thế. Và nguồn suối mạnh mẽ không ngừng phát sinh ra tiền bạc và sức mạnh này chính là Ngô Đình Nhu".

#### Thất thế và bị ám sát
Tuy nhiên, do những hoạt động chính trị của mình, ông bị xem là có trách nhiệm cho sự sụp đổ của nền Đệ Nhất Cộng hòa, đặc biệt là việc trấn áp Phật giáo trong biến cố Phật giáo, 1963 khiến chính phủ Việt Nam Cộng hòa mất uy tín và bị phân hóa.
Ngày 23/8/1963 tướng Lê Văn Kim cho Rufus Phillips, Giám đốc Ủy ban Hoa Kỳ về Phát triển Nông thôn, biết có 1426 tu sĩ Phật giáo bị bắt. Tất cả chất nổ và vũ khí tìm thấy trong các chùa là được gài vào. Dân chúng tin rằng Quân lực Việt Nam Cộng hòa đang giữ trách nhiệm đàn áp Phật tử và đang chuyển dư luận sang chống đối quân đội trong khi quân đội chỉ hành động như con rối trong tay Cố vấn Ngô Đình Nhu, người đã lừa gạt quân đội trong việc ban hành thiết quân luật. Các lãnh đạo quân đội như tướng Tôn Thất Đính và Trần Văn Đôn, không biết gì về các kế hoạch tấn công chùa Xá Lợi và các chùa khác. Chiến dịch đó thực hiện bởi Lực lượng Đặc biệt của Đại tá Lê Quang Tung và cảnh sát dã chiến theo lệnh bí mật của Ngô Đình Nhu. Ngô Đình Nhu hiện nắm quyền kiểm soát, và Tướng Đôn đang nhận lệnh trực tiếp từ ông ta. Nếu tình hình này không sửa chữa và nếu dân chúng không được biết sự thật, quân đội sẽ bị tê liệt một cách nghiêm trọng trong cuộc chiến chống Cộng.
Anh em Ngô Đình Diệm-Ngô Đình Nhu bắt đầu bất đồng từ đầu năm 1963. Vì trận thua nặng của quân đội Việt Nam cộng hòa tại trận Ấp Bắc, khi đó tại Nam Việt Nam đã có 12.000 cố vấn quân sự Mỹ. Giới quân sự Mỹ kinh ngạc và liên tục chê bai khả năng quân sự của các tướng Việt Nam Cộng Hòa và đòi để các tướng Mỹ chỉ huy các cuộc hành quân hỗn hợp. Thượng nghị sĩ Mansfield, người vốn ủng hộ chính quyền Ngô Đình Diệm trong nhiều năm trước, đã làm bản phúc trình lên Tổng thống Mỹ với kết luận nghiêm khắc đối với chính phủ Diệm. Ngô Đình Nhu tỏ ra bất mãn về việc chính quyền Việt Nam cộng hòa hoàn toàn phải nghe theo những khuyến cáo quân sự của người Mỹ nên quyết định tìm hướng đi mới. Ông có ý định yêu cầu Mỹ rút bớt cố vấn quân sự về nước và tìm cách tiếp xúc với chính phủ Việt Nam Dân chủ Cộng hòa. Người ta đánh giá rằng việc này là quyết định riêng của Ngô Đình Nhu, còn Ngô Đình Diệm không có được sự uyển chuyển về chính trị như vậy.
Ngô Đình Nhu nhận thấy sự đe doạ của người Mỹ đối với anh em ông nên muốn tìm lối thoát và tìm cách bí mật thương thuyết với chính quyền Việt Nam Dân chủ Cộng hòa ở Hà Nội. Linh mục Cao Văn Luận và giáo sư Bửu Hội đã xác nhận là đã từng thấy Ngô Đình Nhu thổ lộ ý định này.

Tượng Hai Bà Trưng do bà Trần Lệ Xuân, vợ Ngô Đình Nhu cho xây năm 1962. Khi xảy ra đảo chính lật đổ Ngô Đình Diệm năm 1963, bức tượng bị người dân kéo tới giật sập

Vào tháng 5/1963, tờ Washington Post tiết lộ thông tin từ đại sứ Pháp tại Sài Gòn xác nhận ý định của Ngô Đình Nhu muốn Mỹ rút đi một nửa cố vấn quân sự. Do những ý định mới của Ngô Đình Nhu, Mỹ bắt đầu tìm cách thay thế Ngô Đình Diệm, cắt một nửa viện trợ cho chính quyền Sài Gòn. Tháng 7/1963, đại sứ Mỹ Nolting, người bị xem là quá bao che cho chính quyền Ngô Đình Diệm, bị thay thế. Cùng lúc đó nổ ra biến cố Phật giáo, 1963 làm chính phủ Sài Gòn càng lung lay. Người Mỹ đã ủng hộ một số tướng lĩnh Việt Nam cộng hòa lật đổ tổng thống Ngô Đình Diệm.
Đêm 21 tháng 8 năm 1963, Ngô Đình Nhu ra lệnh cho hàng trăm lính dùng súng, lựu đạn và lựu đạn cay tấn công chùa Xá Lợi, hơn 100 nhà sư đã bị bắt và đem giam ở một nơi khác. Trong cuộc phỏng vấn ngày hôm sau, ký giả Halberstam mô tả vợ ông Nhu là bà Trần Lệ Xuân "đang ở trong trạng thái hớn hở, nói liến thoắng như một nữ sinh sau buổi nhảy đầm". Bà tuyên bố rằng chính quyền đã nghiền nát nhóm "Phật tử Cộng sản" và cho biết đây là "ngày vui nhất trong đời tôi kể từ ngày chúng tôi đánh tan quân Bình Xuyên năm 1955." Về sự tự thiêu của Hòa thượng Thích Quảng Đức, bà Xuân còn châm dầu vào lửa khi phát biểu: "Cứ để cho họ (các nhà sư) bốc cháy và chúng tôi sẽ vỗ tay", và "Tôi sẽ vỗ tay khi thấy một buổi trình diễn thịt nướng nhà sư khác". Những phát biểu thiếu cân nhắc và quá khích của bà như rót thêm dầu vào tình hình căng thẳng lúc đó.
Cha vợ của ông Nhu là Trần Văn Chương, đại sứ của chính phủ Ngô Đình Diệm tại Washington lúc bấy giờ, đã từ chức để phản đối thái độ đàn áp Phật giáo của anh em Diệm - Nhu. Trong một cuộc phỏng vấn trên phương tiện truyền thông, Ngô Đình Nhu đã phản ứng bằng cách thề sẽ giết bố vợ, tuyên bố vợ mình cũng sẽ tham gia. Ngô Đình Nhu nói: "Tôi sẽ cắt đầu lão ta. Tôi sẽ treo lão ta ở giữa quảng trường và để lão ấy treo lủng lẳng ở đó. Vợ tôi (Trần Lệ Xuân) sẽ thắt nút treo cổ vì cô ấy tự hào là người Việt Nam và cô ấy là một người yêu nước"
Mẹ vợ ông Nhu thì dự đoán rằng nếu anh em Diệm, Nhu và Trần Lệ Xuân không sớm chạy khỏi Việt Nam thì tất cả sẽ bị giết Tập đoàn Oram, công ty PR Madison Avenue được thuê để quảng bá hình ảnh của Ngô Đình Diệm ở Mỹ với giá 3.000 đôla mỗi tháng, nhưng họ đã phải chấm dứt hợp đồng ngay trong tháng 10/1963 với lý do: hình ảnh của chính phủ Ngô Đình Diệm ở Mỹ đã tồi tệ đến nỗi không gì có thể cứu vãn được.
Ngày 1 tháng 11 năm 1963, các tướng lĩnh đã thực hiện cuộc đảo chính quân sự lật đổ tổng thống Ngô Đình Diệm. Ngô Đình Nhu và người anh phải chạy trốn vào nhà thờ Cha Tam. Ngày 2 tháng 11 năm 1963, Hai anh em Ngô Đình Diệm và Ngô Đình Nhu bị đại úy Nguyễn Văn Nhung giết bằng lưỡi lê và súng lục trong chiếc xe bọc thép M-113, theo lệnh của tướng Dương Văn Minh khi chiếc xe đang trên đường tới Bộ Tổng tham mưu Quân lực Việt Nam Cộng hòa. Theo chứng nhận của bác sĩ Huỳnh Văn Hưỡn, là người đã tiến hành vụ khám nghiệm thì anh em Ngô Đình Diệm - Ngô Đình Nhu bị bắn từ sau gáy ra phía trước. Thi thể Ngô Đình Diệm có nhiều vết bầm, chứng tỏ đã bị hành hung trước khi bị bắn. Còn thi thể Ngô Đình Nhu thì bị đâm nhiều nhát, áo rách nát và đầy máu.
Ngô Đình Diệm và Ngô Đình Nhu được chôn ở nghĩa trang Mạc Đĩnh Chi (vị trí ở đường Điện Biên Phủ cắt với đường Hai Bà Trưng, ngày nay là Công viên Lê Văn Tám). Áo quan của Ngô Đình Diệm hình hộp, áo quan của Ngô Đình Nhu có nắp tròn. Một nhân chứng thời kỳ này giải thích vì người thân của hai ông đi mua vội quan tài nên chỉ mua được một chiếc hạng tốt dành cho ông Ngô Đình Diệm, còn chiếc hạng vừa dành cho ông Ngô Đình Nhu. Trong khoảng thập niên 1980, do nhu cầu phát triển đô thị trong nội đô Sài Gòn, nghĩa trang Mạc Đĩnh Chi được di dời về nghĩa trang Lái Thiêu (Nghĩa trang Nhân dân số 6B) ngày nay. Hiện tại, mộ Ngô Đình Diệm và Ngô Đình Nhu chính thức đặt tại nghĩa trang Lái Thiêu. Mộ hai người nằm hai bên mộ mẹ - bà Phạm Thị Thân. Ngoài ra, mộ Ngô Đình Cẩn cũng được dời về gần đó.

## Gia đình riêng
Ngô Đình Nhu kết hôn với Trần Lệ Xuân năm 1943 và có với nhau 4 người con, 2 trai 2 gái.
- Ngô Đình Lệ Thủy (1945): qua đời vào năm 1967 trong một tai nạn xe hơi.
- Ngô Đình Trác (1949): qua đời vào năm 2022 do tai biến mạch máu não.
- Ngô Đình Quỳnh (1952)
- Ngô Đình Lệ Quyên (1959): thiệt mạng trong một tai nạn giao thông tại Roma năm 2012.

## Hình ảnh trong văn học và điện ảnh
Hình ảnh ông Ngô Đình Nhu được thể hiện qua một nhân vật trong tiểu thuyết Ông cố vấn: Hồ sơ một điệp viên của nhà văn Hữu Mai, và được phác họa qua một nhân vật trong bộ phim Ván bài lật ngửa, kịch bản của Nguyễn Trương Thiên Lý.

## Nhận xét
Tướng Cao Văn Viên, trong một cuộc phỏng vấn cuối đời, đã có nhận định về Ngô Đình Nhu cũng như so sánh Ngô Đình Nhu với Ngô Đình Diệm như sau: 
| “ | ... ông Ngô Đình Diệm chỉ là một symbol, một biểu tượng mà thôi, ông không thể làm gì nếu không có cố vấn Nhu bên cạnh. Tất cả các bài diễn văn của Tổng thống Diệm đều do ông Nhu soạn thảo. Khổ nỗi, Hoa Kỳ muốn tách ông Nhu khỏi ông Diệm. Ông Nhu là một trở ngại. Trở ngại lớn hơn Tổng thống Diệm. Vì ông Nhu có nhiều mưu lược. Ông Nhu chống Mỹ hơn chống Pháp. Tổng thống Diệm thì trái lại. | ” |

Thực lực của đảng Cần Lao Nhân Vị - chính đảng do Ngô Đình Nhu lập ra, cũng được Cao Văn Viên nhận xét:
| “ | ... Đảng Cần Lao - dựa vào thuyết Cần Lao Nhân Vị - tổ chức quy củ hơn, với sự chỉ huy trực tiếp của hai ông Nhu và Cẩn, đi sâu vào Quân đội với các quân ủy, như Cộng sản. Đảng Dân chủ yếu hơn, không dựa vào cương lĩnh vững chắc nào, chỉ có hình thức, được ông Thiệu thành lập để củng cố địa vị, không có ảnh hưởng trong Quân đội và quần chúng. | ” |

Đỗ Mậu – một người từng ở bên cạnh nhà Ngô Đình, trong hồi ký đã viết :
| “ | ... "Ngô Đình Nhu chỉ có cái thực là tổ chức mạng lưới do thám để cán bộ của ông ta trong quân đội và trong cơ quan chính quyền rình mò, theo dõi, báo cáo những kẻ có ý chống đối chế độ và thăng thưởng cho những kẻ trung thành với mình. Hệ thống đó chỉ làm nhiệm vụ bảo vệ chế độ với một mục đích quá hẹp hòi, vì thế chế độ Ngô Đình Diệm đã mất đi sự ủng hộ của nhân dân" | ” |

## Tác phẩm
- Les moeurs et les coutumes des Annamites du Tonkin au xviie siècle (Những phong tục và tập quán của người An Nam ở Đàng Ngoài thế kỷ XVII), luận văn ở École nationale des chartes, 1938.[5]
- Tùng Phong, Chính đề Việt Nam, Nhà xuất bản Đồng Nai, Sài Gòn, 1964. (Có người cho Tùng Phong là Ngô Đình Nhu, cũng có người cho Tùng Phong là Lê Văn Đồng. Hiện nay, ai là tác giả thật sự của Chính đề Việt Nam vẫn chưa được xác định thống nhất.[25][26])
- Trong khoảng thời gian từ tháng 2 năm 1938 đến giữa năm 1942, cộng tác với Paul Boudet và Rémi Bourgeois biên soạn và xuất bản các tập 2, 3 và 4 của bộ Đông Dương pháp chế toàn tập (Recueil général de la Legislation et de la Règlementation de l’ Indochine).[1]